# Kanonenjagdpanzer
Pour les articles homonymes, voir Jagdpanzer et Chars Leopard.
Le Kanonenjagdpanzer 4-5, également connu sous le nom de  KaJaPa ou encore JPK pour les Belges, était un chasseur de chars allemand ayant servi durant la guerre froide.
Son développement s'inspire directement des canons d'appui Sturmgeschütz et chasseurs de char Jagdpanzer développé par l'Allemagne durant la Seconde Guerre mondiale.

Le Ru 251, un projet de char léger de reconnaissance, est basé sur son châssis.

## Histoire
Les premiers prototypes du Kanonenjagdpanzer ont été construits en 1960 par Hanomag et Henschel pour l'Allemagne de l'Ouest et par MOWAG pour la Suisse. Entre 1966 et 1967, 770 unités ont été construites pour la Bundeswehr, 385 par Hanomag et 385 par Henschel. Quatre-vingt d’entre eux furent vendus à la Belgique à partir d'avril 1975.
Lorsque les Soviétiques commencèrent à déployer leurs chars T-64 et T-72, le canon de 90 mm n'était pas capable de les engager dans des combats à longue distance et le Kanonenjagdpanzer est devenu obsolète. Bien que les industriels aient un temps envisagé de les réarmer avec un canon de 105 mm, en définitive 316 de ces chasseurs de chars ont été convertis entre 1978 et 1983 en char lance-missiles sous le nom "Raketenjagdpanzer Jaguar 1 (en)" en retirant le canon, ajoutant un lanceur Euromissile HOT monté sur le toit et en ajoutant un blindage rapporté. Entre 1983 et 1985, 163 autres furent convertis en Jaguar 2 (en) doté d'un poste de tir pour missile BGM-71 TOW.
D'autres furent transformés en véhicules d'observation d'artillerie "Beobachtungspanzer" après retrait du canon et servirent surtout au profit des unités de mortiers.
Les  derniers en service le furent à la Heimatschutztruppe jusqu'en 1990.

## Description

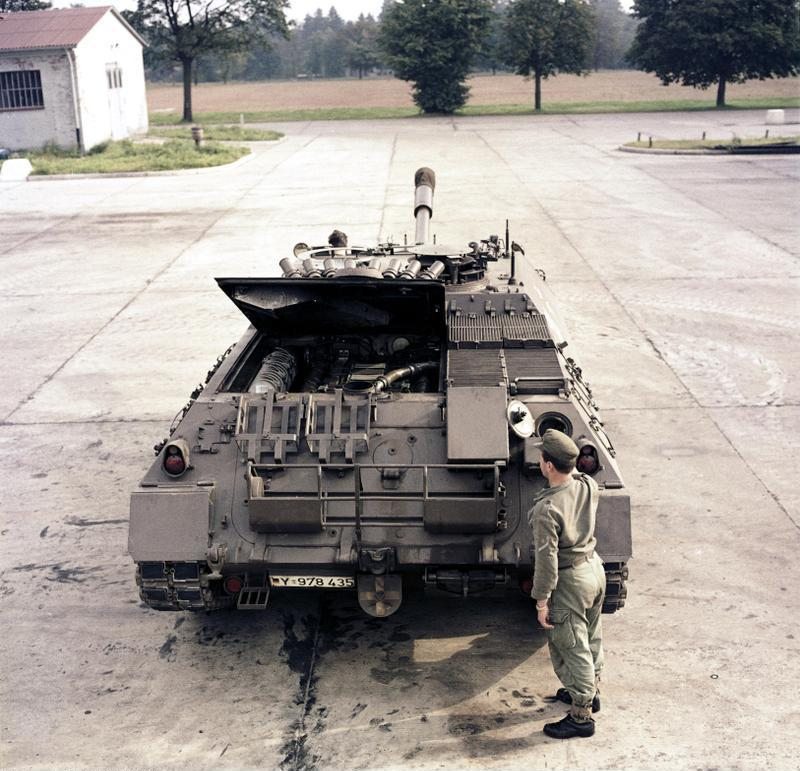
Vue arrière d'un kanonenjagdpanzer, capot du moteur ouvert.

Du fait de son relativement faible blindage, la survivabilité du Kanonenjagdpanzer était basée sur son profil bas et sa mobilité. Sa caisse était en acier soudé d'une épaisseur maximale de 50 mm. Il possédait un équipage de quatre personnes: chef de char, chauffeur, canonnier et chargeur. Le canon était placé légèrement excentré sur la droite. Le pointage était dégrossi par le positionnement du char et terminé par le pointage du canon orientable en site et en gisement . 51 obus de 90 mm étaient embarqués pour le canon ainsi que 4 000 cartouches de 7,62 mm pour les deux mitrailleuses MG3. Le Kanonenjagdpanzer avait une protection NBC et possédait un équipement de vision nocturne pour le tir de nuit.

## Opérateurs
- Allemagne de l'Ouest - La Bundeswehr utilisa quelque 770 Kanonenjagdpanzer

- Belgique - L'armée belge a exploité 80 Kanonenjagdpanzer[2] légèrement modifiés à partir de 1973. Équipant un maximum de 8 bataillons d'infanterie, ils seront retirés en 1989.

## Apparition dans les médias
- Dans le jeu-vidéo War Tunder, le Kanonenjagdpanzer est disponible au tiers IV de l'arbre des forces terrestres allemandes sous la désignation Hanomag-Henschel JPz 4-5.
- On trouve également le KanJPz dans World of Tanks en tant que char Premium de tier VIII. 2 versions apparaissent : l'un avec le canon de 90mm et l'autre avec celui de 105mm.